# Кюль (село)
Кюль (якут. Күл) — село в Верхневилюйском улусе Якутии России. Административный центр и единственный населённый пункт Харбалахского наслега.

## География
Село расположено на северо-западе региона, в пределах географической зоны таёжных лесов Вилюйского плато Среднесибирского плоскогорья, на правом берегу реки Быракан, у озера Харбалах, на расстоянии 40 км к востоку от села Верхневилюйск, административного центра улуса.
Климат
В населённом пункте, как и во всем районе, климат резко континентальный, с продолжительным зимним и коротким летним периодами. Суммарная продолжительность периода со снежным покровом 6-7 месяцев в год. Среднегодовая температура составляет 11,1 °С.

## История
Согласно Закону Республики Саха (Якутия) от 30 ноября 2004 года N 173-З N 353-III село возглавило образованное муниципальное образование Харбалахский наслег.

## Население
| 2002 | 2010 | 2012 | 2013 | 2014 | 2015 | 2016 | 2017 | 2018 | 2019 | 2020 |
| ---- | ---- | ---- | ---- | ---- | ---- | ---- | ---- | ---- | ---- | ---- |
| 505  | ↗548 | ↗550 | ↗563 | ↗567 | ↗572 | ↗582 | ↗594 | ↘588 | ↘583 | ↗593 |
| 2021 |      |      |      |      |      |      |      |      |      |      |
| ↘588 |      |      |      |      |      |      |      |      |      |      |

Национальный состав
Согласно результатам переписи 2002 года, в национальной структуре населения якуты составляли 98 % из 505 чел.

## Улицы
| - ул. А. Уларова, - ул. братьев Платоновых, - ул. братьев Фёдоровых, - ул. И.Н. Барахова, | - ул. М. Николаева, - ул. Н. Ноттосова, - ул. Николая Якутского, - ул. Озёрная, | - ул. П. Васильева, - ул. Р. Кривошапкина, - ул. Харыйалаах, - ул. Эбэ. |

## Экономика
Развито животноводство (мясо-молочное скотоводство, мясное табунное коневодство).

## Инфраструктура
В селе действует клуб — МБУ «Харбалахское культурно-досуговое учреждение», МБОУ «Харбалахская средняя общеобразовательная школа имени Н. Г. Золотарева-Якутского», учреждения здравоохранения и торговли.

## Транспорт
Через село проходит автодорога федерального значения «Вилюй».